# کردهای لبنان

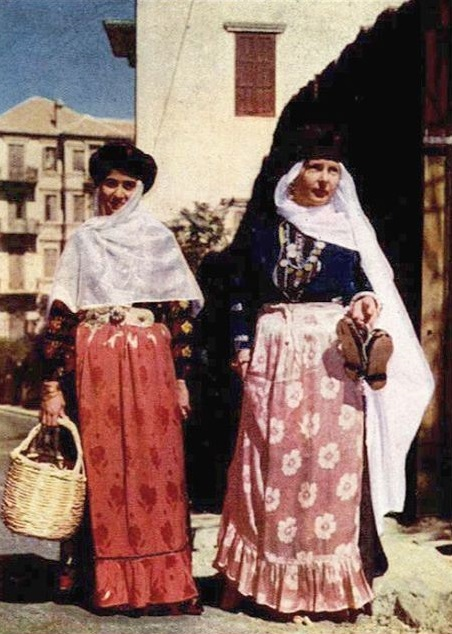
تصویری از زنان کرد لبنانی

کردهای لبنان بخشی از مردم کرد هستند که در دوره‌های مختلف تاریخی به تدریج به لبنان مهاجرت کرده‌اند. بخشی از کردها از اواخر قرن نوزدهم و آغاز قرن بیستم در دوران عثمانی بر ترکان شوریدند و سرکوب و فراری شدند. این طوایف از سرزمینهای کردستان ترکیه و کردستان سوریه (امروزین) به سرزمین لبنان (امروزین) مهاجرت کردند و امروزه تقریباً همگی در بیروت ساکن شده‌اند. معروفترین این طوایف طوایف جان پولاد (طوایف جنبلاط) هستند که چهارصد سال پیش به دره شوف گریختند و به مذهب دروزی درآمدند و نوادگانشان اکنون، خاندان معروف جنبلاط اند. 
کردها اکنون خواهان آن اند که همچون ارمنیان و آشوریان در لبنان به عنوان اقلیت قومی به رسمیت شناخته شوند.
بخشی از کردهای لبنان که در زمان جنگ جهانی اول از ترکیه و سوریه به لبنان مهاجرت کرده‌اند با گذشت بیش از یک قرن هنوز هم موفق به دریافت تابعیت لبنان نشده‌اند. کردهای مقیم لبنان انجمنی به نام «انجمن کردهای ساکن لبنان» راه‌اندازی کرده‌اند و با تدسیس سازمان‌های فرهنگی و مدنی مانند «بنیاد نوروز» تلاش کرده‌اند تا زبان و هویت کُردی خود را حفظ کنند. با این وجود آن‌ها در ساختار سیاسی لبنان نماینده‌ای ندارند و امکان فعالیت سیاسی نیز نیافته‌اند.

## پیشینه کردها در لبنان
آنچه با قطع و یقین در مورد حضور کردها در خاک لبنان ثبت شده به قرن دوازدهم میلادی (ششم هجری) باز می‌گردد که صلاح الدین ایوبی، سردار کرد، فرماندهی سپاه مسلمان را در جنگهای صلیبی در دست داشت. صلاح الدین، حکومت فاطمیان را بر مصر و شام برانداخت و دولت ایوبیان را تشکیل داد و برخی خانواده‌های کرد را به عنوان حکام مناطق مختلف شام گمارد.